# Anthracotheriidae
Anthracotheriidae là một họ động vật guốc chẵn đã tuyệt chủng, trông tương tự như hà mã và có quan hệ họ hàng gần với cả hà mã lẫn cá voi. Chi cổ đại với hóa thạch bộ xương được bảo tồn tốt nhất, Elomeryx, lần đầu tiên xuất hiện trong Trung Eocen tại châu Á. Chúng thịnh vượng tại châu Phi và đại lục Á-Âu, với một ít loài sau đó đã du nhập vào Bắc Mỹ trong thế Oligocen và cuối cùng bị tuyệt chủng tại châu Âu và châu Phi trong thế Miocen, có thể là do sự kết hợp của các thay đổi khí hậu với sự cạnh tranh từ hà mã thật sự. Chi trẻ nhất, Merycopotamus, tuyệt chủng tại châu Á vào Hậu Pliocen. Họ này được đặt tên theo chi đầu tiên được phát hiện là chi Anthracotherium, có nghĩa là "thú than", do các hóa thạch đầu tiên của nó được tìm thấy trong các tầng than có niên đại thuộc kỷ Paleogen tại Pháp.
Trong thực tế, một con "thú than" trung bình trông tương tự như một con hà mã gầy với đầu tương đối nhỏ và hẹp. Chúng có 4 hay 5 ngón tại mỗi chân và bàn chân rộng thích hợp với việc đi lại trên bùn mềm. Chúng có bộ răng đầy đủ, mà ở một số loài đã thích nghi với việc đào bới rễ của thực vật thủy sinh.
Chứng cứ gần đây thu được từ lập chuỗi gen so sánh gợi ý tiếp rằng "thú than", như là họ hàng của hà mã, có thể gần với tổ tiên của cá voi. Tuy nhiên, các "thú than" đã biết sớm nhất xuất hiện trong các hóa thạch thuộc về Trung Eocen, diễn ra đủ lâu sau khi các dạng cá voi cổ đã thích nghi hoàn toàn với kiểu sống dưới nước.

## Hình ảnh

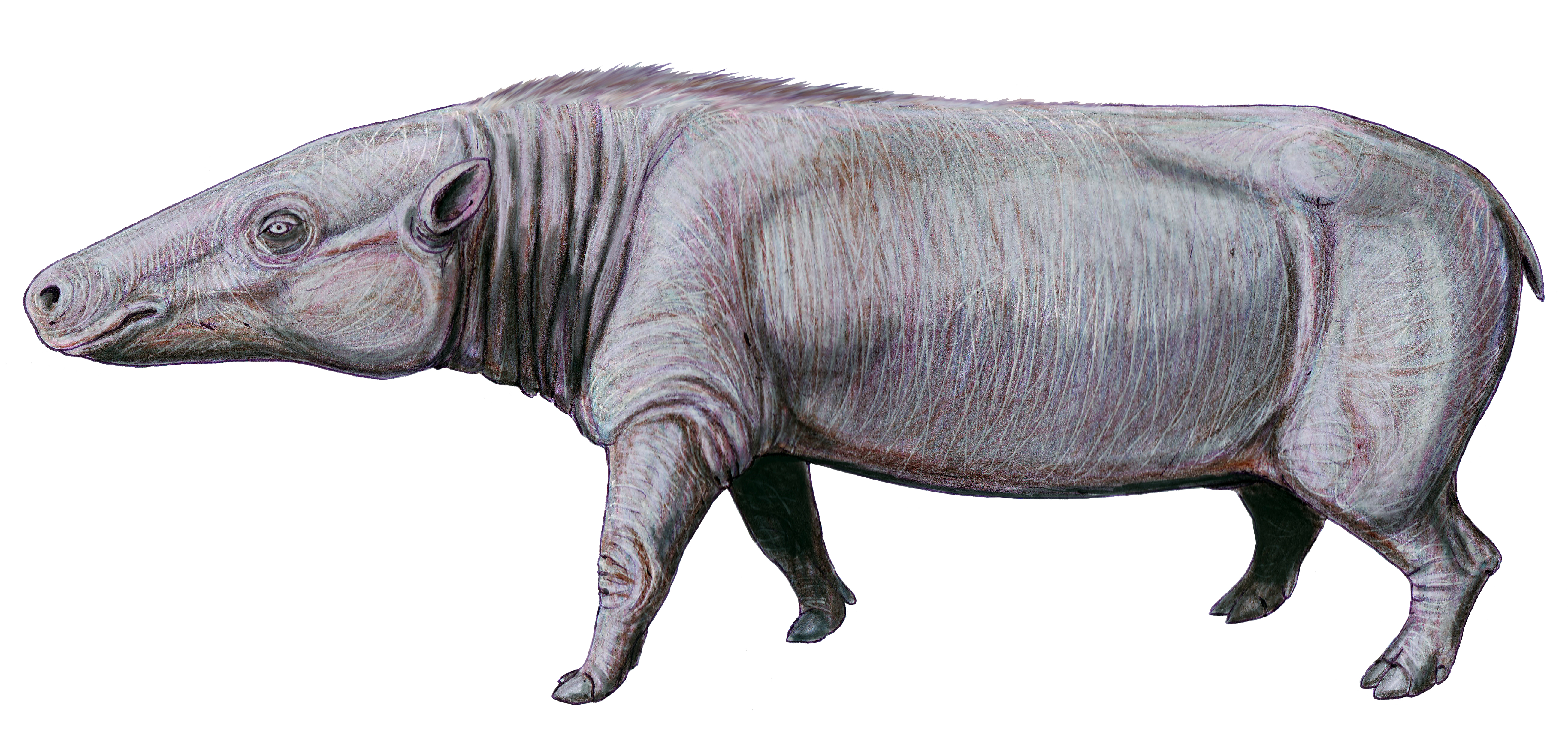
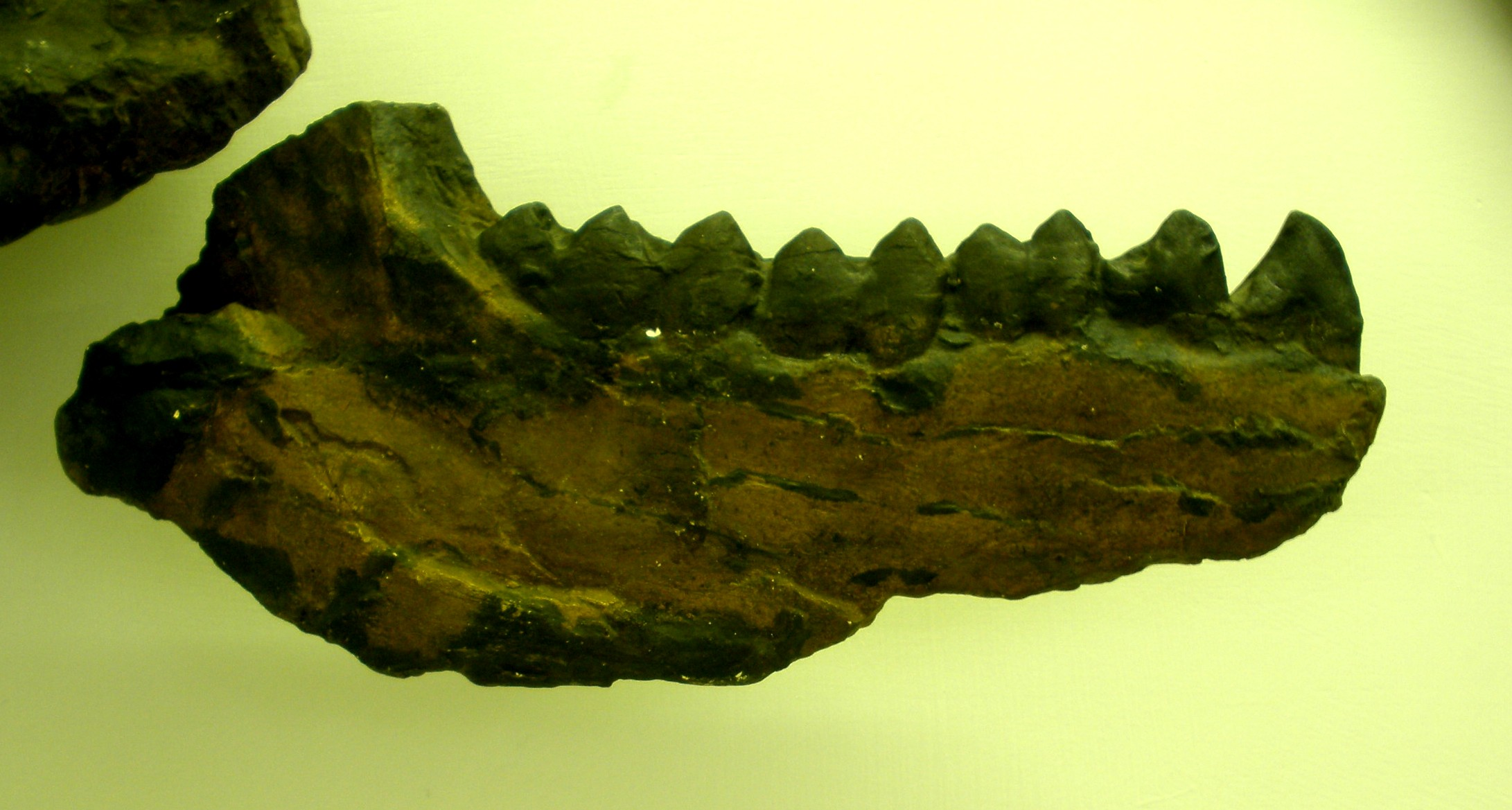
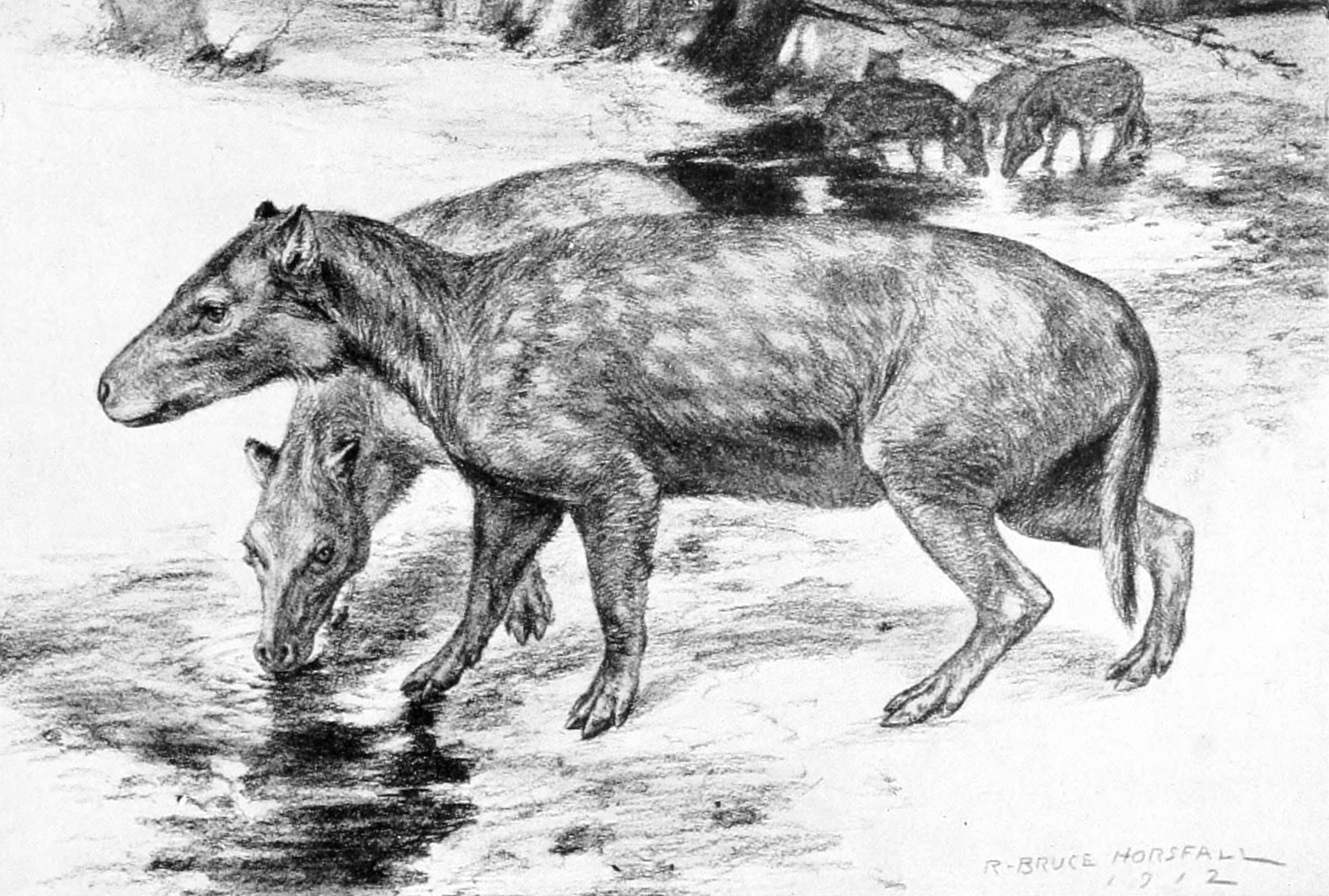
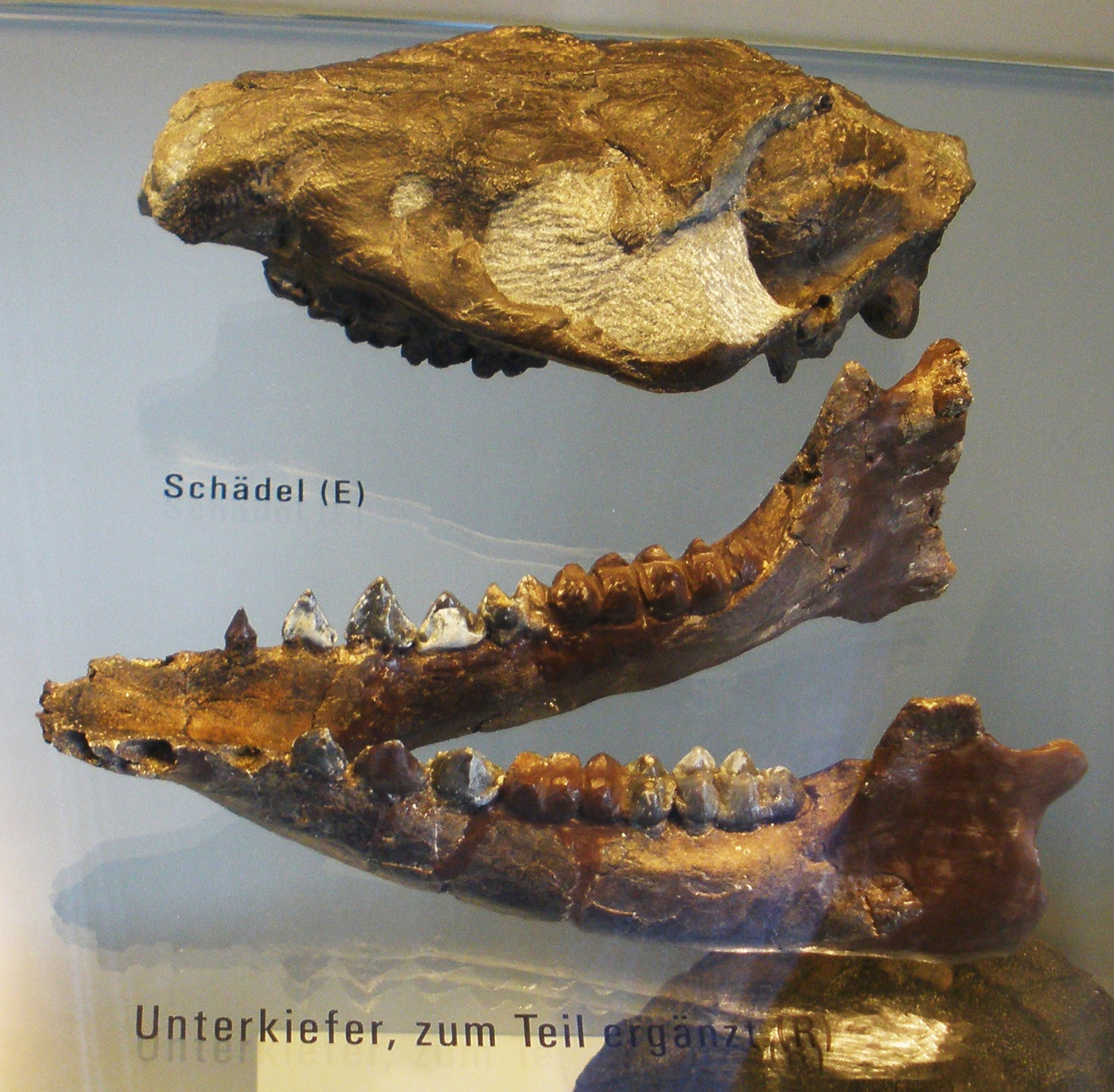
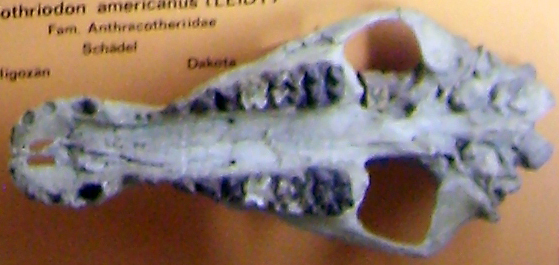
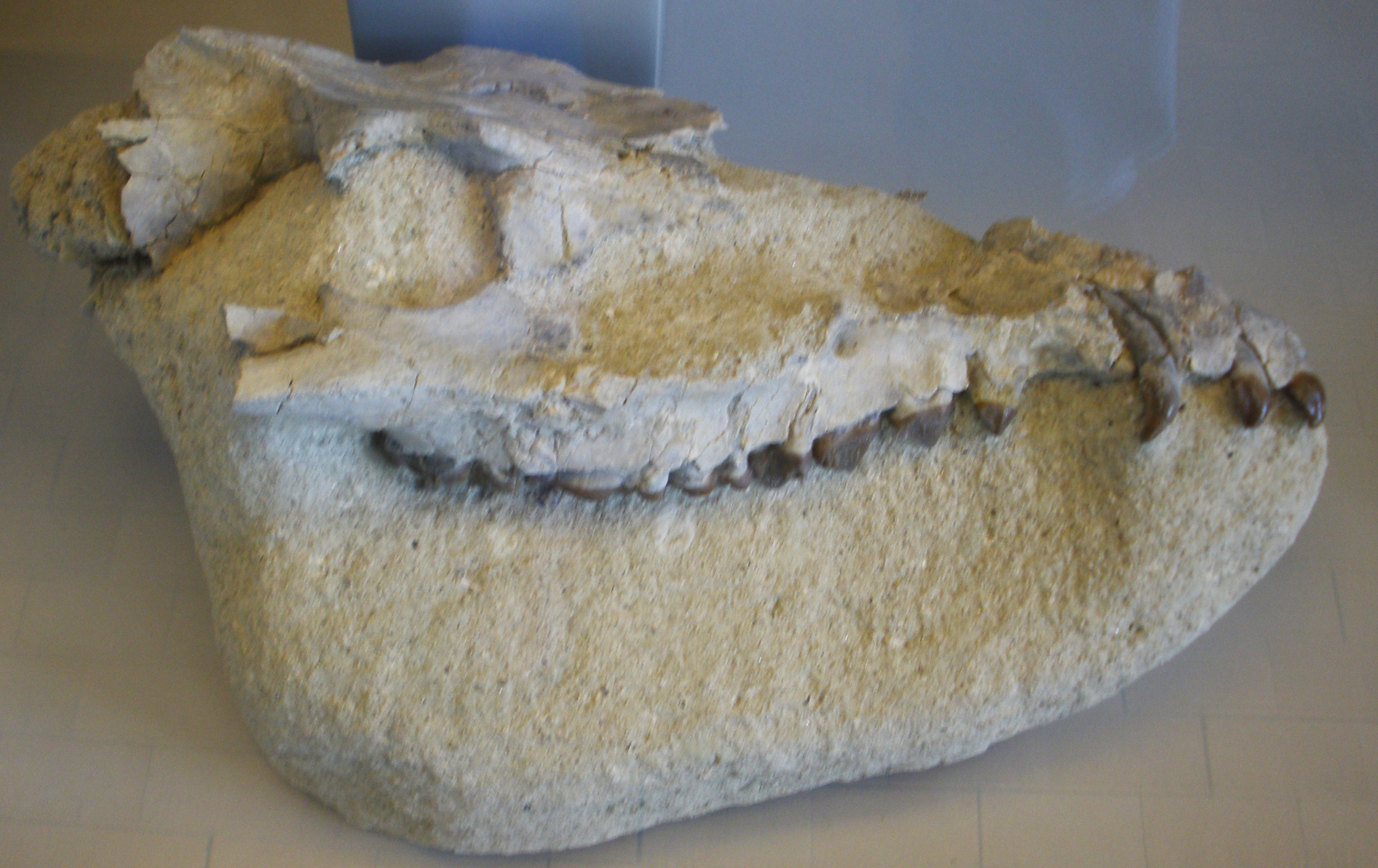